# Agenore Socini
Agenore Socini (Siena, 25 agosto 1859 – Querceto, 16 luglio 1926) è stato un architetto e urbanista italiano.

## Biografia
Agenore Socini nacque a Siena il 25 agosto 1859 e nel 1876 si iscrisse all'Istituto d'arte della città. Nel 1880 fu ammesso alla scuola di architettura dell'istituto. Già nel 1884 iniziò a lavorare sotto la guida del maestro Giuseppe Partini, come apprendista e come aiuto maestro di architettura presso l'Istituto d'arte. Tra i primi lavori di cui abbiamo notizia, realizzati insieme al maestro Giuseppe Partini, vi fu il restauro del castello di Brolio, svolto per conto del barone Bettino Ricasoli, che lo impegnò a partire dal 1880 fino al 1894. Tra il 1891 e il 1894 ottenne i primi incarichi indipendenti e partecipò al concorso per il rifacimento della facciata della basilica di San Francesco.
Dal 1894, anno della morte di Giuseppe Partini, Socini prese a dirigere personalmente tutti i cantieri del defunto maestro, che lo aveva indicato come suo successore, e si impegnò negli interventi di restauro, a Siena, della basilica di Santa Maria dei Servi, del Duomo – progettando la riduzione delle coperture del tetto a due soli spioventi, restaurando la facciata meridionale del campanile e infine curando la riapertura di quattro finestroni nelle facciate laterali – e del battistero di San Giovanni, ove su suoi disegni venne realizzato l'altare interno di destra e ristrutturato il portale maggiore. Nel giro di due anni, oltre a prendere il posto di Partini come architetto dell'Opera della Metropolitana, Socini diventò anche architetto dell'Istituto Tommaso Pendola e dei Conservatori riuniti femminili, professore di architettura presso la Scuola superiore di architettura dell'Istituto d'arte e architetto onorario dell'Arciconfraternita della Misericordia.
Tra il 1895 e il 1902 Socini diresse a Siena una trentina di cantieri, fra i quali quelli della chiesa di Sant'Elisabetta della Visitazione, dell'Istituto Santa Caterina e del campanile della chiesa di San Giacomo. Nel 1900, come assessore ai lavori pubblici del Comune di Siena, propose un piano regolatore contenente un progetto di ampliamento della cinta daziaria verso l'area suburbana di San Prospero. Nel 1902 fu nominato direttore incaricato nel ruolo del personale per la conservazione dei monumenti e gli venne affidata la direzione dell'Ufficio regionale con sede a Firenze. In questo periodo continuò comunque la sua attività a Siena, durante la quale completò il restauro della facciata principale del duomo (1905-1907), la ristrutturazione del fianco meridionale del cosiddetto Duomo vecchio, su incarico dell'amministrazione provinciale (1910-1911), e la riapertura di finestroni gotici posti nel transetto (1910). Nel frattempo Socini fu nominato professore di Architettura nella Reale Accademia di Belle Arti, di cui divenne presidente nel 1913, e soprintendente ai Monumenti di Firenze (1910). Proprio in questi anni, tra i suoi più importanti incarichi fuori dall'ambito senese, spiccano l'intervento nella commissione di tecnici incaricata di studiare i dissesti statici del campanile di Pisa (1912) e il restauro del castello di Barberino di Mugello, con la contestuale creazione di un parco e di un giardino all'italiana in stile primo rinascimentale (1915).
Spentosi il 16 luglio 1926 nella su villa a Querceto, nel comune di Sesto Fiorentino, fu tumulato al cimitero monumentale dell'Antella.

## Scritti
Tra le sue pubblicazioni si ricordano:
- Relazione e progetti per la facciata ed il campanile della basilica di San Francesco in Siena, Siena 1895
- Un'antica questione relativa alle fondazioni del Duomo di Pienza, «Rivista d'Arte», VI/2 (marzo-aprile 1909), pp. 85-94
- Di un antico finestrone ritrovato in un muro del Duomo di Siena, «Rivista d'Arte», VII/1-2 (gennaio-aprile 1910), pp. 21-24
- Discorso del Prof. Arch. Agenore Socini letto in occasione della distribuzione dei premi per l'anno scolastico 1910-1911. Ricordo per gli Alunni dell'Istituto, Firenze 1912
- Stato di conservazione del Campanile, in Relazioni compilate dalla commissione tecnica per lo studio delle condizioni presenti del Campanile di Pisa, Firenze, Tipografia Galileiana, 1913